# 大淵村 (新潟県)
大淵村（おおぶちむら）は、かつて新潟県中蒲原郡にあった村。1901年11月1日の新設合併によって消滅し、現在は新潟市江南区の一部となっている。
以下の記述は合併直前当時の旧大淵村に関しての記述であり、現在では名称等が異なる場合がある。なお、ここに記述されていない内容に関しては新潟市などの記事を参照。

## 沿革
- 1889年（明治22年）4月1日 - 町村制施行に伴い中蒲原郡大淵村、西野新田が合併し、大淵村が発足。
- 1901年（明治34年）11月1日 - 中蒲原郡山通村、山岡村、江口村と合併し、大江山村となり消滅。

## 地域
大淵村は、合併した村名を継承する以下の大字で構成される。
大淵（おおぶち）
1889年（明治22年）まであった大淵村の区域。現在の新潟市江南区大淵。
西野（にしの）
1889年（明治22年）まであった西野新田の区域。現在の新潟市江南区西野。